# 親方
親方是琉球國的一個位階，為琉球士族中的最高稱號。
親方作為琉球士族中的最高位階，一般授予執掌國政的要職人物。親方不能世襲，是國王對士族功績肯定而授予的，因此親方的兒子中不一定有親方。戴紫冠、插花金莖銀簪。官階昇至正二品以上者，戴金簪。
古時候琉球沒有親方這個稱號，直到17世紀起才開始出現。此前稱（紫之親雲上）。這可能是紫冠的由來。親方與王子、按司並稱貴族，事實上應該把親方當作是上級士族的最高層更為妥當。擁有特別功績的黃冠士族被賜予戴紫冠的榮耀，這就是親方的起源。
相對於王族成員只能擔任負責禮儀事務的閑職，親方擁有政治實權，並且在三司官的投票選舉中擁有被選舉權。高級的親方可以擁有一個間切的總地頭。而受到日本文化的影響，擁有一個間切總地頭的親方，與王子、按司併稱為「大名」（デーミョー）。其他的親方僅領有間切內的一個村，稱脇地頭親方。事實上，由於琉球土地的限制，脇地頭親方比總地頭親方更多。
親方的住宅稱為殿內（トゥンチ）。當時的琉球人將親方所領的采地名後加上「殿內」二字，以示對其尊稱。例如小祿家稱為「小祿殿內」、知花家稱為「知花殿內」等等。